# Mason Mount
Mason Tony Mount (Portsmouth, Anglaterra, 10 de gener de 1999) és un futbolista professional anglès que juga com a migcampista ofensiu o central al Manchester United F. C. de la Premier League i a la selecció d'Anglaterra.
Mount va començar la seva carrera com a sènior amb el Chelsea i va ser cedit dos cops consecutivament entre 2017 i 2019 al Vitesse i al Derby County. Es va establir com a jugador del Chelsea els anys següents i va guanyar la UEFA Champions League i la Supercopa de la UEFA el 2021.
Mount va guanyar el Campionat d'Europa sub-19 de la UEFA amb la selecció nacional sub-19 d'Anglaterra el 2017. Va fer el seu debut internacional sènior el 2019, als 20 anys, i va formar part de l'equip d'Anglaterra a la UEFA Euro 2020.

## Primers anys
Mount va néixer a Portsmouth, Hampshire. El seu pare, Tony, era un exfutbolista amateur que més tard va entrenar clubs locals, inclòs el Havant Town. Quan era nen, Mount va jugar localment a Boarhunt Rovers i United Services Portsmouth. El 2003, als 4 anys, va passar un dia a la setmana entrenant a les acadèmies de Portsmouth i Chelsea FC. Citant Frank Lampard, Luka Modrić i Andrés Iniesta com els seus jugadors preferits, Mount finalment es va unir al Chelsea el 2005.

## Carrera de club

### Chelsea
Als 18 anys, Mount va ascendir a l'equip sènior del Chelsea; anteriorment havia debutat amb l'equip sub-18 del club el 2014, als 15 anys, i també va aparèixer constantment per a l'equip sub-21 del club el 2016. Mount va marcar 10 gols en 30 partits en la victòria campanya de la Premier League sub-18 del club 2016-17. També va guanyar dues FA Youth Cup, la UEFA Youth League i el premi al Jugador de l'Any de l'Acadèmia del Chelsea el 2017.

#### 2017–19: cessions a Vitesse i Derby County
Mount es va unir al club neerlandès de l'Eredivisie Vitesse el 24 de juliol de 2017 amb una cessió per tota la temporada. Va debutar amb el primer equip el 26 d'agost, com a substitut al minut 77 durant la derrota a casa del Vitesse per 2-1 contra l'AZ Alkmaar. El mes següent, va ser titular per primer cop a la primera ronda de la Copa KNVB contra l'equip de cinquè nivell Swift, jugant els 90 minuts complets en un partit que acabà en empat 0-0, i que el Swift va guanyar en una tanda de penals. Va marcar el seu primer gol amb el Vitesse l'1 d'octubre al minut 76 d'un empat 1-1 a casa amb l'FC Utrecht. Mount va aparèixer a l'Equip de l'Any Eredivisie i va guanyar el Jugador de l'Any de Vitesse.
Durant l'anada de la semifinal europea de l'Eredivisie del Vitesse contra l'ADO Den Haag el 9 de maig de 2018, Mount va marcar el seu primer hat-trick, i el Vitesse va guanyar 5–2 a casa. En el partit de tornada, Mount va marcar en una victòria per 2-1, i el Vitesse va guanyar 7-3 en el global. En l'anada de la final contra l'Utrecht, Mount va obrir el marcador però va ser amonestat i, per tant, sancionat per al partit de tornada. Mount va fer 39 aparicions en totes les competicions amb el Vitesse, marcant 14 vegades, abans de tornar al Chelsea.
Mount es va unir al club del Championship Derby County el 17 de juliol de 2018 amb una cessió per tota la temporada. Va marcar l'empat al minut 60 en el seu debut amb el Derby el 3 d'agost de 2018, en una victòria fora de casa per 2-1 contra el Reading. Mount es va estar fora dels terrenys de joc durant dos mesos després de patir una lesió als isquiotibials en un partit de la FA Cup contra l'Accrington Stanley. Va tornar amb una victòria per 6-1 sobre el Rotherham United, guanyant un penal per al seu company d'equip Martyn Waghorn i després marcant. Dues setmanes més tard, va marcar el seu segon hat-trick sènior en un partit de lliga per 4-0 contra el Bolton Wanderers, mantenint així el Derby en la lluita pel playoff d'ascens.

#### 2019-20: Irrupció al primer equip

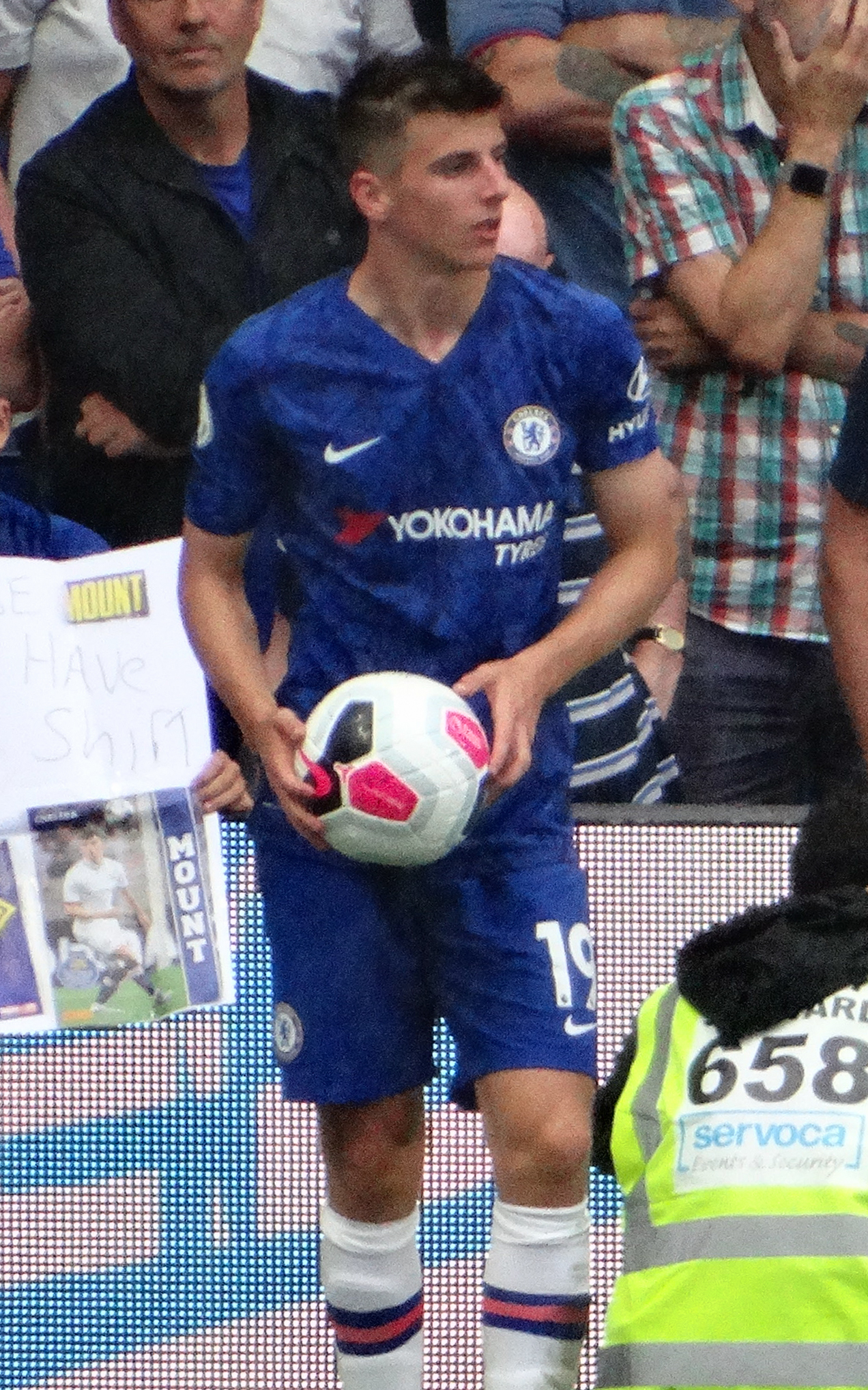
Mount jugant al Chelsea FC el 2019

El 15 de juliol de 2019, Mount va signar un nou contracte de cinc anys amb el Chelsea. Va fer el seu debut competitiu amb el Chelsea l'11 d'agost de 2019 en una derrota fora de casa per 0-4 davant el Manchester United FC a la Premier League. Va marcar el seu primer gol al Chelsea una setmana més tard contra el Leicester City durant el debut a casa de Frank Lampard com a entrenador a Stamford Bridge, un empat 1-1, i va afegir un altre gol en el següent partit fora a Norwich City. El 17 de setembre va patir una lesió al turmell contra el València en l'inici de la Lliga de Campions.
El març de 2020, el Chelsea va parlar amb Mount per ignorar les regles d'autoaïllament durant la pandèmia de la COVID-19. Tot i que tot l'equip es va veure obligat a auto-aïllar-se a causa de la prova positiva de la COVID-19 de Callum Hudson-Odoi, Mount havia anat a jugar a futbol amb amics, entre ells Declan Rice del West Ham. El 22 de juliol de 2020, es va convertir en el primer graduat de l'Acadèmia de Chelsea a debutar amb el primer equip i completar 50 partits en la mateixa temporada. L'últim dia de la temporada de la Premier League 2019-20 en una victòria per 2-0 contra els Wolves, Mount va marcar el primer gol d'un tir lliure i va assistir Olivier Giroud per al segon gol per ajudar el Chelsea a assegurar-se un lloc a la UEFA 2020-21. Lliga de Campions.

#### 2020-21: Jugador de l'any del Chelsea
Mount va començar bé la temporada 2020-21, ja que va participar en tots els partits del Chelsea, inclòs el contra Barnsley FC a la tercera ronda de la Copa EFL el 23 de setembre, que va acabar amb una victòria per 6-0 a casa. Tres dies després, el 26 de setembre, Mount va marcar el seu primer gol de la temporada contra el West Bromwich Albion en un empat a 3-3 fora de casa. En el següent partit, però, Mount va fallar el penal decisiu en la derrota del Chelsea per 5-4 a la tanda de penals davant el Tottenham Hotspur FC a la quarta ronda de la Copa EFL el 29 de setembre. Va marcar en partits consecutius al gener, primer en una victòria per 4-0 sobre el Morecambe a la tercera ronda de la FA Cup i després a casa del Fulham FC amb una victòria per 1-0 a la Premier League. El 24 de gener de 2021, Mount va ser el capità del Chelsea per primera vegada en una victòria per 3-1 a casa contra el Luton Town a la FA Cup. El 4 de març, Mount va marcar l'únic gol en una victòria a la lliga per 1-0 a casa contra el Liverpool, donant als Reds la seva cinquena derrota consecutiva a la lliga a Anfield per primera vegada en la seva història.
Mount va marcar el seu primer gol en el futbol europeu en la victòria del Chelsea per 2-0 sobre el Porto en el partit d'anada dels quarts de final de la Lliga de Campions el 7 d'abril, convertint-se així en el jugador del Chelsea més jove a marcar a la fase eliminatòria de la Lliga de Campions. El 27 d'abril, va marcar en el seu partit número 100 amb el Chelsea en un empat a 1 a casa contra el Reial Madrid a l'anada de les semifinals de la Lliga de Campions. En el partit de tornada a Londres el 5 de maig, va marcar el segon gol en la victòria per 2-0 sobre el Reial Madrid, que va ajudar el Chelsea a passar a la final de la Lliga de Campions per 3-1 en el global.
A principis de la temporada, els seguidors i els mitjans de comunicació van afirmar que la presència de Mount a les alineacions titulars del Chelsea i Anglaterra era a causa del favoritisme dels respectius directors de l'equip, Lampard i Gareth Southgate. Aquests dubtes es van dissipar després que Thomas Tuchel reconegués la creixent dependència del Chelsea en Mount, titllant-lo de "crucial per al nostre joc" i "un jugador absolutament clau" i l'avalés com un dels millors jugadors d'Europa. El 18 de maig, Mount va ser votat com el Jugador de l'Any del Chelsea. El 29 de maig, Mount va donar l'assistència per al gol de Kai Havertz, que va permetre el Chelsea guanyar 1-0 contra el Manchester City a la final a Porto per guanyar la Lliga de Campions per segona vegada en la seva història, i el primer trofeu de Mount amb el club.

#### 2021–22

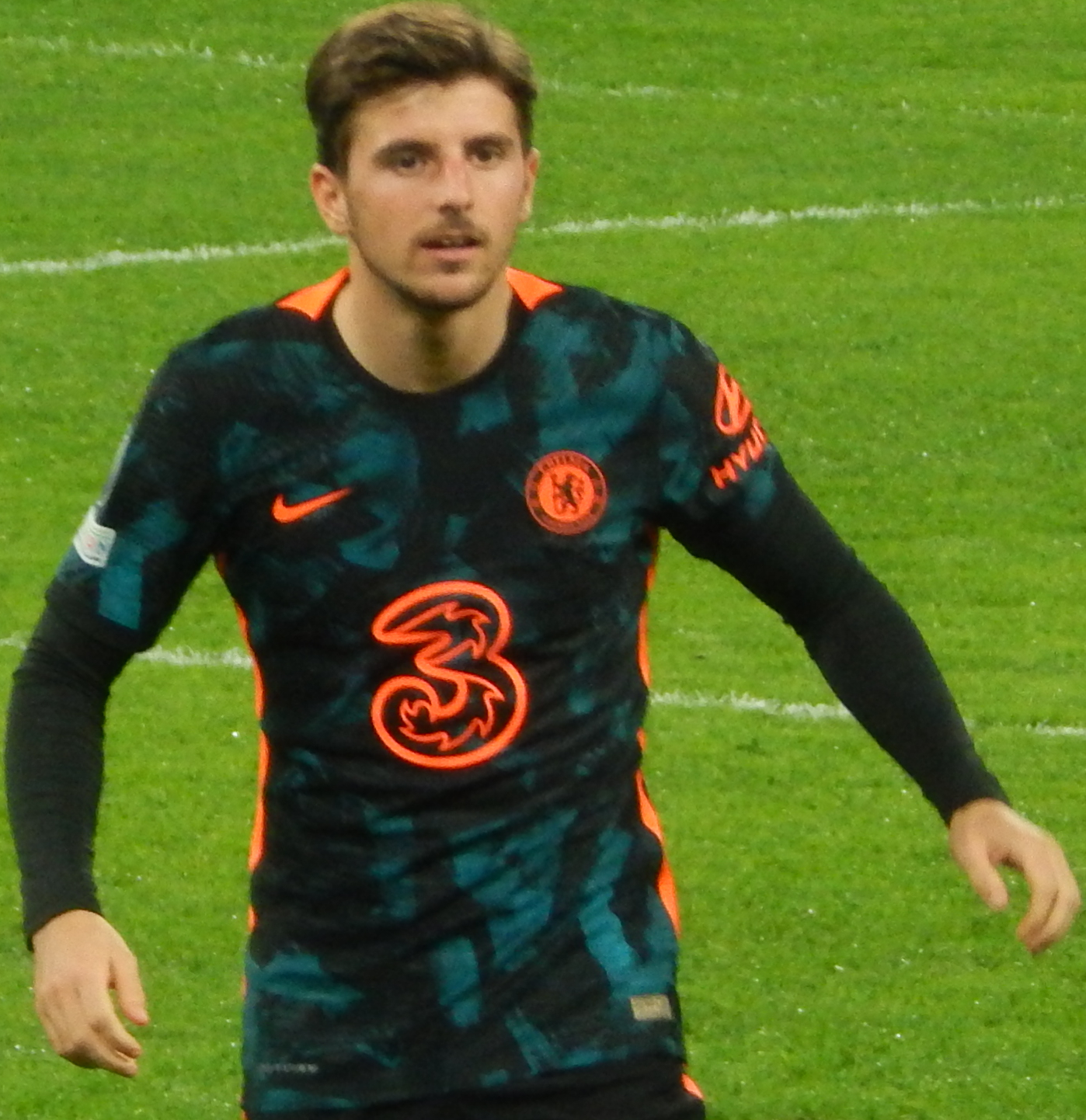
Mount jugant pel Chelsea FC el 2021

L'11 d'agost de 2021, després d'un empat 1-1 després de la pròrroga a la Supercopa de la UEFA 2021 contra el Vila-real CF, Mount va marcar el quart penal del Chelsea en la tanda de penals resultant, que va veure el Chelsea triomfar per 6-5 pel seu segon títol de Supercopa de la UEFA. El 8 d'octubre, Mount va ser un dels cinc jugadors del Chelsea inclosos a la llista final de 30 jugadors per a la Pilota d'Or 2021. El 23 d'octubre, Mount va marcar els seus primers gols de la temporada, i el seu primer hat-trick amb el Chelsea, en la victòria a casa per 7-0 davant el Norwich City.
Al desembre, Mount es va convertir en el jugador més jove del Chelsea a marcar en quatre partits consecutius de la Premier League, amb un gol i assistència en sortides consecutives a Watford i West Ham, i després marcant a casa contra el Leeds United i l'Everton. El 16 de desembre, amb 22 anys i 340 dies, Mount es va convertir en el jugador del Chelsea més jove en marcar 20 gols a la Premier League en la història de la competició. Com a resultat dels seus quatre gols i tres assistències durant el mes, va ser nominat com a Jugador del mes i el seu gol contra el West Ham va ser nominat com a Gol del mes. L'11 de maig, Mount va marcar el seu 11è gol de la Premier League de la temporada i va assistir Christian Pulisic per marcar el 2-0 contra el Leeds United, donant-li dobles dígits tant en gols com en assistències i esdevenint només el cinquè jugador del Chelsea (a més del més jove). en assolir aquesta fita en una temporada.

## Internacional

### Juvenil
Mount ha representat Anglaterra als nivells sub-16, sub-17, sub-18 i sub-19. Mount va jugar amb la selecció sub-17 al Campionat d'Europa sub-17 de la UEFA de 2016.
Mount va ser inclòs a l'equip sub-19 del Campionat d'Europa sub-19 de la UEFA 2017. Va donar l'assistència a Lukas Nmecha per marcar el gol de la victòria contra Portugal a la final. Posteriorment va ser nomenat Jugador d'Or del torneig. El 27 de maig de 2019, Mount va ser inclòs a la selecció anglesa de 23 jugadors per al Campionat d'Europa sub-21 de la UEFA 2019.

### Sènior
Després de la seva impressionant temporada amb el Vitesse, Mount va ser convidat pel tècnic Gareth Southgate a entrenar amb la selecció absoluta durant una setmana abans de la Copa del Món de la FIFA 2018. Va ser convocat per als partits de la UEFA Nations League contra Croàcia i Espanya l'octubre de 2018. Mount va debutar amb l'equip sènior d'Anglaterra el 7 de setembre de 2019 com a substitut al minut 67 en la victòria d'Anglaterra per 4-0 a casa contra Bulgària a la classificació per a la UEFA Euro 2020. Va marcar el seu primer gol amb Anglaterra el 17 de novembre en la victòria fora de casa per 4-0 contra Kosovo a la classificació per a la UEFA Euro 2020.
Mount va ser inclòs a la selecció anglesa de 26 homes per a l'Eurocopa 2020. El 22 de juny de 2021, Mount i el seu company Ben Chilwell es van veure obligats a auto-aïllar-se després d'entrar en contacte amb el jugador d'Escòcia Billy Gilmour, que va donar positiu per COVID-19 després de l'empat 0-0 d'Anglaterra amb Escòcia al torneig.

## Palmarès
Juvenil del Chelsea
- Lliga sub-18: 2016–17[68]
- Copa FA Juvenil: 2015–16,[8] 2016–17[9]
- UEFA Youth League: 2015–16[10]

Chelsea
- Lliga de Campions de la UEFA: 2020-21[69]
- Supercopa de la UEFA: 2021[70]
- Copa del Món de Clubs de la FIFA: 2021[71]
- Subcampió de la FA Cup: 2019–20,[72] 2020–21,[73] 2021–22[74]
- Subcampió de la Copa EFL: 2021–22[75]

Manchester United
- FA Cup: 2023–24[76]

Anglaterra sub-19
- Campionat d'Europa sub-19 de la UEFA: 2017[59]

Anglaterra
- Subcampió d'Europa de la UEFA: 2020[77]

Individual
- Jugador de l'any de la Chelsea Academy: 2016–17[11]
- Equip del Torneig del Campionat d'Europa sub-19 de la UEFA: 2017[78]
- Jugador d'or del Campionat d'Europa sub-19 de la UEFA: 2017[60]
- Talent Eredivisie del mes: gener de 2018[79]
- Jugador de l'any del Vitesse: 2017–18[16]
- Equip de l'any Eredivisie: 2017–18
- Jugador de l'any del Chelsea: 2020–21,[47] 2021–22[80]
- Equip de la temporada de la UEFA Champions League: 2020-21[81]
- Graduat de l'any de la Premier League Academy: 2020–21[82]